# Barre Clark

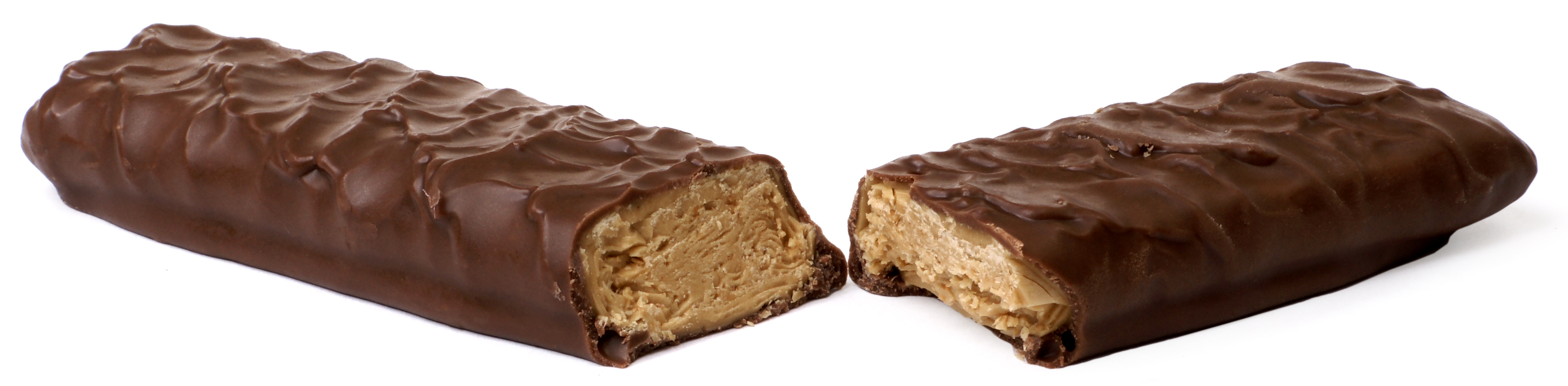
Une barre Clark ouverte.

La Barre Clark est une barre chocolatée croustillante au beurre de cacahuète, comportant à l'origine un cœur de caramel, et couverte de chocolat au lait. C'est la première barre « composée » à avoir rencontré le succès aux États-Unis. Elle est aujourd'hui comparable aux barres Butterfinger et 5th Avenue (en). Lancée en 1917 par David L. Clark et populaire jusqu'après la Seconde Guerre mondiale, la barre Clark a été fabriquée à Pittsburgh, en Pennsylvanie, d'abord par l'entreprise familiale, puis à partir de 1955 par d'autres propriétaires. Dans les années 1990, une série de reventes et de faillites ont conduit au transfert de la production à Revere (Massachusetts), pour New England Confectionery Company (en) (Necco). Depuis la faillite de Necco en 2018, la barre Clark est à nouveau fabriquée dans l'ouest de la Pennsylvanie, à Altoona, pour Boyer.

## Histoire
La première barre Clark a été créée à Pittsburgh en 1917 par un immigrant irlandais,
David Lytle Clark (1864–1939). Sa fabrication a été rendue possible par un nouveau procédé permettant d'entourer d'une fine couche de chocolat au lait un centre non chocolaté. Dans le cas de la barre Clark, ce centre était une confiserie croustillante à la cacahuète avec un cœur de caramel. Avec cette recette, elle est devenue la première barre « composée » à rencontrer le succès. Elle avait été conçue pour être envoyée aux troupes américaines combattant durant la Première Guerre mondiale, sous un emballage individuel pour plus de facilité. Elle a commencé à être distribuée nationalement après la guerre, incitant d'autres confiseurs à créer leurs propres barres combinées. La petite taille de cette barre a contribué à son succès.
Au cours de la Seconde Guerre mondiale, la compagnie livrait chaque jour 1,5 million de barres aux forces armées et lorsque des grèves dans ses usines ont causé une pénurie, le gouvernement fédéral a indiqué que cette production était « essentielle » à l'effort de guerre. Des produits apparentés étaient aussi fabriqués, comme les barres Clark miniatures, les bouchées Clark et les barres Clark junior, ainsi que des œufs de Pâques à l'occasion de cette fête.
La barre Clark comportait à l'origine un « centre d'attraction » au caramel. En 1965, sa proportion de beurre de cacahuète a été augmentée pour rendre son goût plus intense. Le cœur de caramel a été retiré dans les années 1980. En 1995, une autre recette a été brièvement utilisée.
La production de la barre Clark actuelle dure environ 90 minutes. Les ingrédients centraux sont chauffés jusqu'à une consistance de meringue et aplatis pour former une feuille, qui est ensuite couverte d'une couche de beurre de cacahuète et roulée. Une fois coupée à la longueur des barres, elle est enrobée de chocolat liquide, refroidie pour durcir le cœur et l'enrobage, et enfin emballée.

### Propriété et lieux de production
Depuis 1911, l'entreprise Clark était installée dans une usine du North Side (en) de Pittsburgh. L'enseigne lumineuse géante de la barre Clark installée sur le toit de cette usine est devenue un des repères de la ville et un restaurant installé dans le bâtiment aujourd'hui réhabilité a pris le nom de « Clark Bar & Grill » .
D. L. Clark Co. et sa barre ont été rachetées en 1955 par Beatrice Foods, qui les ont revendues à Leaf International (en) en 1983. Cette dernière a déplacé en 1986 la production à O'Hara Township, dans la banlieue de Pittsburgh. Fin 1990, Leaf a annoncé la fermeture de ce site et le transfert de la production de deux autres barres de D. L. Clark, Zagnut (en) et P. B. Crunchers, dans la région de Chicago. Les autres produits Clark, dont la barre Clark, ont été abandonnés, faute d'avoir réussi à leur donner une notoriété suffisante sur le plan national,,.
Un entrepreneur local, Michael Carlow, a racheté D. L. Clark Co. et ses marques restantes, qu'il a associées avec un autre célèbre producteur local en difficulté, Pittsburgh Brewing Company (en) et sa fameuse bière Iron City, ainsi qu'avec une boulangerie et un fabricant de verre, plus le producteur des barres Bun (en) de Fort Wayne (Indiana), pour former la holding Pittsburgh Food & Beverage Company (en), qui a poursuivi la production de la barre Clark à O'Hara. Mais des accusations de fraude bancaire ont conduit Carlow en prison, et l'ont obligé à abandonner la direction de l'entreprise en 1995, et la production des barres Clark a cessé,. Leaf a alors fait procéder à une saisie pour 3 millions de dollars qui lui restaient dus, et relancé la fabrication de la barre Clark dans son usine de l'Illinois, avec une recette modifiée. Quelques mois plus tard, les actifs de Clark ont été vendus dans le cadre de la procédure de banqueroute : l'acheteur, une nouvelle entreprise formée sous le nom de Clark Bar America, Inc., a relancé la production sur le site d'O'Hara, avec la recette précédente. Cette reprise n'a pas duré, l'entreprise fermant dès 1999. La recette et l'équipement de production ont été rachetés par Necco (en) lors de la nouvelle procédure de banqueroute, pour 4,1 millions de dollars ; Necco a transféré la production dans son usine de Revere, dans le Massachusetts.

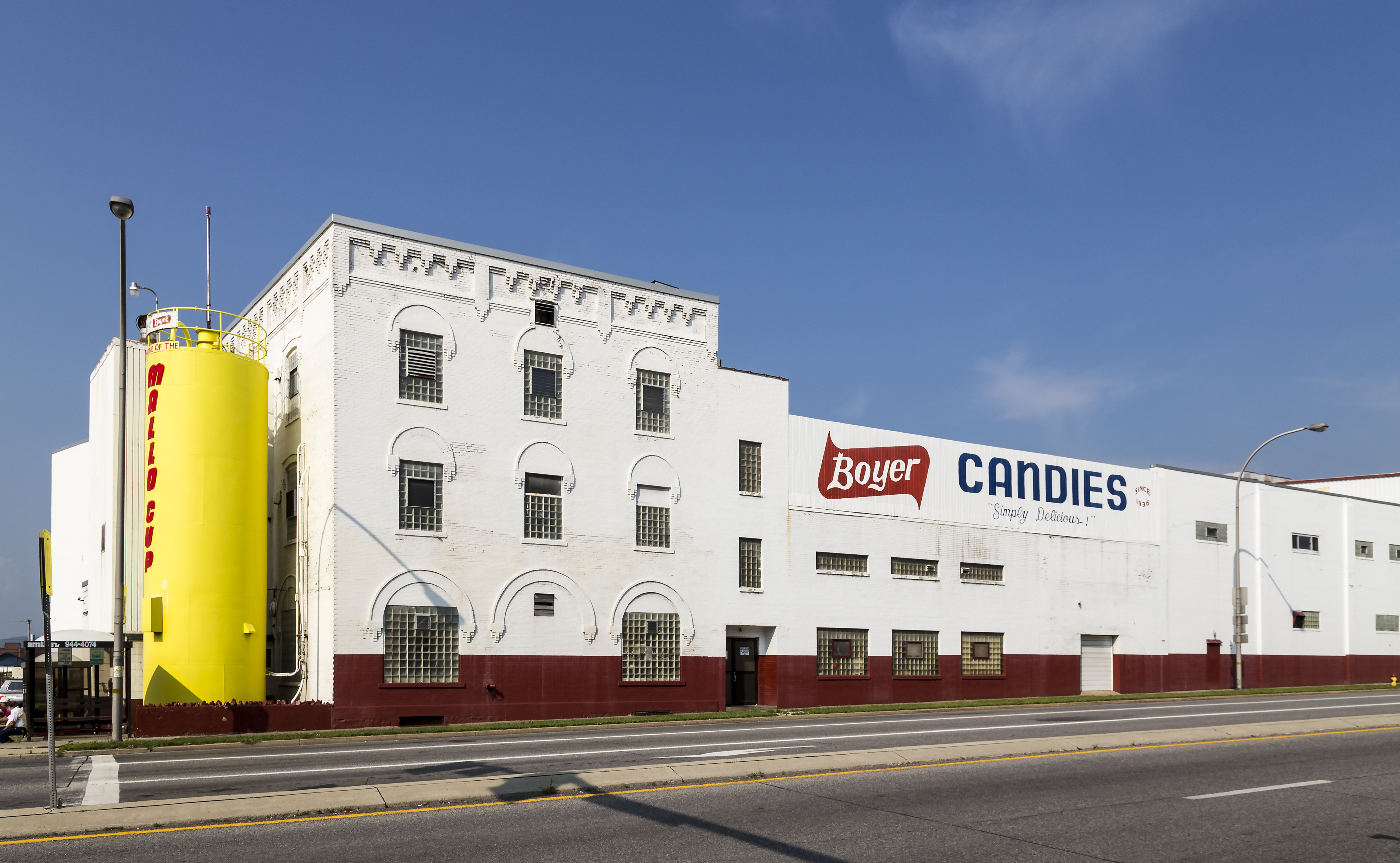
L'usine Boyer d'Altoona en 2014.

Presque 20 ans plus tard, Necco a fait faillite à son tour. En mai 2018, elle a été vendue à Round Hill Investments LLC, qui a fait produire la barre par sa filiale Sweetheart Candy Co., avant de tout revendre en juillet 2018 et de fermer brutalement l'usine de Revere. Le nouvel acheteur, qui s'est révélé plus tard être Spangler Candy Company (en), a revendu à son tour les droits de la barre Clark à Boyer. Installée à Altoona (Pennsylvanie), Boyer prévoit d'en relancer la fabrication dans les six mois.